# أوليكسي هونشاروك
أوليكسي هونشاروك (بالأوكرانية: Олексій Валерійович Гончарук) (و.7 يوليو 1984 - ) سياسي أوكراني، محامي. رئيس وزراء أوكرانيا منذ 29 أغسطس 2019. وهو أصغر رئيس للحكومة في تاريخ أوكرانيا الحديثة.